# Шьонбрунски мирен договор
Шонбрунският договор (на френски: Traité de Schönbrunn; на немски: Friede von Schönbrunn), известен и като Виенски договор, е мирният договор, с който на 14 октомври 1809 г. завършва Войната на петата коалиция. Страни по него са Първата френска империя, в лицето на Наполеон I и Австрийската империя, управлявана от Франц II. Договорът отразява поражението на Австрия във войната след битката при Ваграм. Той е тежък и до известна степен я сваля от пиедестала на Велика сила.

## Преговори
След поражението при Ваграм (6 юли) австрийците искат примирие. То е подписано шест дни по-късно. Започват преговори между двамата външни министри – Шампани и Метерних, но те се проточват поради прекомерните искания на Наполеон в началото. Разгневен от това, че малко преди войната австрийците го уверяват в добрите си намерения, той настоява Франц да абдикира от позицията си, а държавата му да се раздели на съставните си части – Чехия и Унгария да се обособят като отделни кралства. Сложната обстановка обаче го кара да размисли. В крайна сметка текстът е смекчен от първоначалната му позиция, но все пак остава твърде суров. Според редица историци това е грешка. Наполеон е твърде заслепен от успеха си и не обръща внимание на предложението на Метерних за искрен съюз между двете монархии, ако се постигне мир без загуби и унижение за родината му.

## Условия
Австрийската империя изгубва 83 000 кв. км. от земите си и 3,5 млн. поданици. Тя отстъпва на Франция т. нар. Илирийски провинции (Гориция, Истрия, Триест, части от Каринтия и Тирол. Така изгубва излаза си на Адриатическо море. На Бавария отстъпва Залцбург, на Варшавското херцогство – западна Галиция с важните градове Краков и Люблин. Въпреки че Русия не предприема открити военни действия, тя все пак обявява война на Австрия и затова сега получава град Тарнопол с околността му. Франц е принуден да признае законността на всички владетели, които Наполеон е поставил през последните години в Испания, Неапол, Вестфалия, Холандия. Особено болезнено е признанието на Жозеф Бонапарт в Испания, където се вихри масово въстание (Полуостровната война) против годподството на Наполеон.
Това е последвано от редица унизителни клаузи:
1. Австрия се задължава да изплати голяма контрибуция (75 млн. франка) заради нарушаването на мира;
2. Приема да редуцира армията си до 150 000 войници (в навечерието на войната тя е достигала 700 000);
3. Включва се в Континенталната блокада, обръщайки се против единствения си сигурен съюзник – Великобритания.[5]

## Последици
Договорът не е искрен, но все пак е последван от кратък период на близки отношения между Франция и Австрия. Те се дължат на брака, който Наполеон си урежда с най-голямата дъщеря на Франц – Мария-Луиза. Скоро младоженците имат и син (бъдещият Наполеон II). През 1813 г. обаче, когато френският император е в отстъпление и се надига национална революция в Германия, Австрия прекратява едностранно договора, за да се включи в шестата коалиция.